# Ruškovac
Ruškovac falu Horvátországban Belovár-Bilogora megyében. Közigazgatásilag Berekhez tartozik.

## Fekvése
Belovártól légvonalban 20, közúton 26 km-re délre, községközpontjától 5 km-re délkeletre, a Monoszlói-hegység keleti lejtőin, a Simljana és Bukovinska-patakok között fekszik.

## Története
A település a 17. századtól zajló folyamatos betelepítések következtében jött létre. 1774-ben az első katonai felmérés térképén „Dorf Russkovecz” néven szerepel. A Horvát határőrvidék részeként a Kőrösi ezredhez tartozott. Lipszky János 1808-ban Budán kiadott repertóriumában „Ruskovecz” néven találjuk.  
Nagy Lajos 1829-ben kiadott művében „Hrusskovecz” néven 68 házzal, 346 katolikus vallású lakossal találjuk. A település 1809 és 1813 között francia uralom alatt állt.
A katonai közigazgatás megszüntetése után Magyar Királyságon belül Horvátország része, Belovár-Kőrös vármegye Garesnicai járásának része lett. A településnek 1857-ben 436, 1910-ben 524 lakosa volt. Lakói mezőgazdaságból, állattartásból éltek. 1918-ban az új szerb-horvát-szlovén állam, majd később Jugoszlávia része lett. 1941 és 1945 között a németbarát Független Horvát Államhoz, majd a háború után a szocialista Jugoszláviához tartozott. A háború után a fiatalok elvándorlása miatt lakossága folyamatosan csökkent. 1991-től a független Horvátország része. 1991-ben lakosságának 97%-a horvát nemzetiségű volt. A délszláv háború idején mindvégig horvát kézen maradt. 2011-ben a településnek 86 lakosa volt.

## Lakossága
| Lakosság változása | Lakosság változása | Lakosság változása | Lakosság változása | Lakosság változása | Lakosság változása | Lakosság változása | Lakosság változása | Lakosság változása | Lakosság változása | Lakosság változása | Lakosság változása | Lakosság változása | Lakosság változása | Lakosság változása | Lakosság változása |
| ------------------ | ------------------ | ------------------ | ------------------ | ------------------ | ------------------ | ------------------ | ------------------ | ------------------ | ------------------ | ------------------ | ------------------ | ------------------ | ------------------ | ------------------ | ------------------ |
| 1857               | 1869               | 1880               | 1890               | 1900               | 1910               | 1921               | 1931               | 1948               | 1953               | 1961               | 1971               | 1981               | 1991               | 2001               | 2011               |
| 436                | 373                | 357                | 494                | 562                | 524                | 521                | 518                | 511                | 501                | 441                | 297                | 228                | 175                | 143                | 86                 |

## Nevezetességei
Szent Flórián tiszteletére szentelt római katolikus temploma a település központjában, a főút mellett áll. Egyhajós épület, keletre néző, sokszögű apszissal, a nyugati homlokzat felett emelkedő harangtoronnyal, nagyméretű félköríves ablakokkal, a bejárat feletti körablakkal. A harangtornyot piramis formájú toronysisak fedi.

## Oktatás
A faluban még áll a régi iskolaépület, mely 1971-ig működött. Ma a lecsökkent tanulói létszám miatt a helyi gyermekek már a községközpontba, Berekre járnak iskolába.